# 대동맥 박리
대동맥 박리(大動脈剝離, aortic dissection)는 대동맥의 내막이 찢어질 때 피가 대동맥의 중간 계층의 막 사이로 흘러들어가면서 계층 구조가 분리되는 질환이다. 대부분의 경우 극심한 가슴 통증과 등 통증이 발생할 수 있다. 또, 구토, 다한, 몽롱함이 발생할 수 있다. 그 밖의 증상들은 다른 장기들로 향하는 낮아진 혈류로 인해 발생할 수 있는데, 이를테면 뇌졸중, 장간막 허혈을 들 수 있다. 대동맥 박리는 관상동맥질환이나 대동맥 파열로 인하여 빠르게 사망으로 발전할 수 있다.
대동맥 박리는 상대적으로 희귀한 질병으로, 한 해에 100,000명 중 3명 꼴로 발병하는 것으로 예측된다. 여성 보다 남성에 더 흔하게 발병한다. 진단 시의 나이는 보통 63세로, 40세 이전 발병 건수 중 약 10%에 해당한다.

## 병인
대동맥 박리는 고혈압과 수많은 결합 조직 질병과 연관된다. 혈관염이 대동맥 박리와 연관되는 일은 드물다. 흉부 외상으로 인해 발생할 수도 있다. 대동맥 박리를 앓는 사람들 가운데 약 72~80%가 고혈압 병력이 있다.

## 예방
예방 방법으로는 혈압을 관리하고 담배를 피우지 않는 것이다.